# Мохаммедабад (Альборз)
Мохаммедабад (перс. محمدآباد‎) — село на севере Ирана, в остане Альборз. Входит в состав шахрестана Назарабад. Является частью дехестана (сельского округа) Танкеман бахша Танкеман.

## География
Село находится в юго-западной части Альборза, к югу от гор Эльбурс, на расстоянии приблизительно 22 километров к западу от Кереджа, административного центра провинции. Абсолютная высота — 1276 метров над уровнем моря.

## Население
По данным переписи 2006 года население села составляло 448 человек (212 мужчин и 236 женщин). В Мохаммедабаде насчитывалось 115 домохозяйств. Уровень грамотности населения составлял 72,32 %. Уровень грамотности среди мужчин составлял 75,47 %, среди женщин — 69,49 %.